# Gobisaure
El gobisaure (Gobisaurus) és un gènere representat per una sola espècie de dinosaure tireòfor ancilosàurid, que va viure en el Cretaci inferior (fa aproximadament 110 i 100 milions d'anys, en l'Albià) en el que és avui Xina.
El gobisaure és un dinosaure cuirassat gran, amb un llarg d'alrrededor de 8 metres, un alt de 2,5 m i un pes total de 3 tones. Tenia un crani de 46 centímetres del clatell a el musell i 45 centímetres de costat a costat. Les òrbites eren el 20 per cent de la longitud cranial i els orificis nasals externs d'un 23 per cent.
Les restes del gobisaure foren trobats per una expedició Sino-Soviètica, al desert de Gobi entre el 1959 i el 1960. Es coneix sol un esquelet molt bé preservat. La troballa es va fer en la formació d'Ulansuhai (Sohongru), Maortu, Mongòlia Interior, Xina.
Juntament amb el seu tàxon germà Shamosaurus scutatus, Gobisaurus domoculus es diferencia profundament dintre del linaje dels ancilosàurid com el primer grup fora de la successiu la subfamilia Ankylosaurinae.
El G. domoculus comparteix moltes semblances cranials amb el S. scutatus, incloent finestres orbitals el·líptiques envoltades per l'escamós, grans orificis nasals externs arrodonits i un perfil dorsal trapezoïdal amb un rostre estret, protuberàncies cuadratojugal, i processos paroccipital caudolateralment dirigits. Però els dos tàxons es poden distingir per diferències en la longitud de la fila de dents maxil·lar, un procés sense fondre del basipterygoïdeu amb el pterygoideo en Gobisaurus, la presència en un procés premaxilar del vomer allargat en Gobisaurus, i la presència d'escultura cranial en Shamosaurus, però no en Gobisaurus. Ambdós els col·loca en una subfamília pròpia anomenada Shamosaurinae.